# Cocalodes platnicki
Cocalodes platnicki là một loài nhện trong họ Salticidae.
Loài này thuộc chi Cocalodes. Cocalodes platnicki được Fred R. Wanless miêu tả năm 1982.